# Luchthaven Mau Hau
Luchthaven Mau Hau heet tegenwoordig Vliegveld Umbu Mehang Kunda (Indonesisch: Bandar Udara Umbu Mehang Kunda) en  is de belangrijkste luchthaven van Soemba en ligt 6 km oostelijk van Waingapu (Oost-Soemba, Indonesië).
(IATA-luchthavencode: WGP, ICAO-code: WATU, vroeger WRRW)
Het vliegveld kreeg in 2016 een nieuwe terminal.

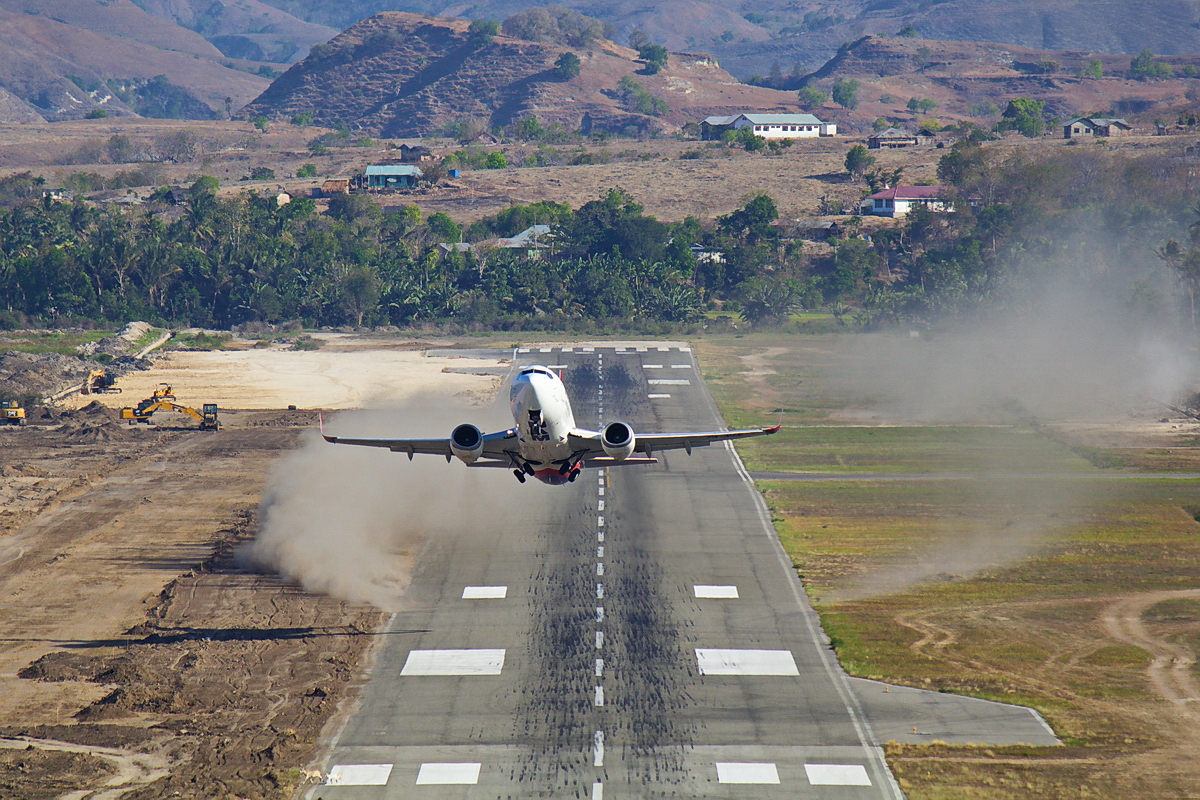
Boeing 737-500 stijgt op van Vliegveld Umbu Mehang Kunda.

Het vliegveld werd in 2007 driemaal per week aangevlogen vanuit Kupang (Timor). Deze vlucht had een doorverbinding met Tambolaka bij Waikabubak op West-Soemba. Verder waren er wekelijkse verbindingen met Bandung (Java), Bima (Soembawa), Denpasar, Jogjakarta (Java), Mataram en vliegveld Tambolaka op West-Soemba.
- De landingsbaan van Mau Hau op een satellietfoto
- Aankomst en vertrektijden